# コサキンルーの怒んないで聞いて!!
『コサキンルーの怒んないで聞いて!!』（コサキンルーのおこんないできいて）は、1993年10月13日から1994年3月9日までTBS系列局で放送されていたTBS製作のバラエティ番組である。放送時間は毎週水曜 19:00 - 19:54 （日本標準時）、TBS系全国ネットの放送枠『ザッツ!』で放送。

## 概要
当時土曜深夜に放送されていたラジオ番組『コサキン怪傑アドレナリン』（TBSラジオ）の企画をそのままテレビ向けにアレンジした番組で、ラジオでMCを担当していた小堺一機と関根勤に加えて二人と縁の深いルー大柴の三人で司会を務めた。構成担当には、ラジオで構成を担当していた鶴間政行、有川周一、舘川範雄、楠野一郎のほか、君塚良一も迎えていた。
主なコーナーに「おはがきカーニバル」、「パチパチ7」、「秀治の部屋」（後に「秀治と嫁さん」へ発展）、「初めての女装コンテスト」などがあった。
提供は『島田弁護協会』や『テレビ進学塾』と同じく雪印乳業をはじめとする雪印グループの単独提供番組として放送。

## コーナー概要

### おはがきカーニバル
視聴者からの投稿ハガキを基に展開する投稿コーナー。本コーナーはさらに各種小コーナーに分かれており、コーナーごとに寄せられたネタハガキを紹介。秀逸な作品には、「諭吉賞」と称して賞金1万円を贈っていた。
小コーナーは、様々な曲のフレーズを使ってネタにする「CD大作戦」（「欽ドン!」の「レコード大作戦」のパクリ。小堺が明言）、2段・3段オチの「絶対ある、絶対ない」「意味ねーベスト3」など、コサキンのラジオ番組から流用したものが主だったが、面白い回文を紹介する「のものもの」（オープニングに野茂英雄（当時近鉄投手）の映像が流れる）は『ラジオはアメリカン』（TBSラジオ）から採用されたコーナーだった。
ネタはゲストに合わせたものが多く、例として離婚直後の明石家さんまや巨乳フーミンなどを取り上げていた。

### パチパチ7
ルーが謎のヒーローパチパチ7に扮してロケを敢行。一般人を参加者に募り、彼らと賞金（賞品）を賭けてゲームをしていた。ロケは毎回7の字が付く場所（○○7丁目、七尾市の和倉温泉など）で行われていた。

#### ルール
複数の参加者を横一列に並べ、1から順番に一人一つずつ数字を言っていく。途中で7の倍数・7が付く数字（17、27等）に当たったら、数字を言わずに「パチ」と手を打つ。それらの数字を言った場合は「アウチ」（本コーナーでのアウトの意）となる。テンポを徐々に速くしていき、最後まで残った者が優勝。
2008年ごろに世界のナベアツが披露した「3の倍数と3のつく数のときだけアホになる」というギャグがこのゲームと酷似しているが、ネタの出所は本番組ではない（世界のナベアツの項目を参照）。また、コサキンルーの放送以前にも、英語圏で似たようなルールの「Fizz Buzz」という宴席のゲームが行われている。

### 初めての女装コンテスト
女装をしたことがない、してみたいという視聴者を募集、女装をさせてスタジオでその出来を競い合うというコーナーで、ルーが司会を務めていた。優勝者には賞金10万円を贈っていた。
最終回では「芸能人大会」と称して行われ、「秀治と嫁さん」にレギュラー出演していた水谷あつしも参加した。

### 秀治の部屋
関根が物真似で得意としている大滝秀治に扮し、秀治と和久井映見との架空の日常を（関根の妄想で）繰り広げるショートコントコーナー。
途中からは秀治がテレビを視聴し、その番組に舞台が移る（関根の物真似による大木凡人の『凡ちゃんの先読み○○』、もしくは小堺が物真似するルパン三世や田中邦衛司会のTVショッピング番組が流れる）。最後に秀治が番組の感想（小堺の物真似が似てない、大木の一発ギャグを黙殺など）を述べてオチ。

### 秀治と嫁さん
上記「秀治の部屋」の発展系コメディコントで、関根扮する秀治が息子の嫁・一子に扮した小堺と壮絶な嫁舅バトルを展開。毎週様々な女優がゲストで訪れ、秀治と竜二が飲みに来る居酒屋の女将役を演じていた。

#### 登場人物
秀治
演 - 関根勤
大物俳優。頑固者で、息子の嫁・一子にいつもいびられている。時には大喧嘩（バスケや雪上ボウリングで対決）することもある。将棋が趣味で、部屋には小物入れを兼ねた将棋の駒（王将）の置物が飾ってある。また、和久井映見のポスターをこっそりと貼っており、「映見ーっ!!」と語りかけるようにポスターと話す。自宅の傍にはいくつも居酒屋が存在しているらしく、夜には場所を変えつつそこで一杯やるのも楽しみの一つ。妻には随分前に先立たれている。
一子
演 - 小堺一機
秀治の息子・柴夫の嫁。舅をまったく敬わないいわゆる鬼嫁で、とことん秀治を邪険にし、夫の柴夫も尻に敷く。秀治の事は「金蔓」くらいにしか思っていない節がある。意外と筋肉質。
柴夫
演 - ルー大柴
秀治の息子で、普通のサラリーマン。気が弱い故に一子に頭が上がらず、秀治と一子の間で右往左往している。
守くん
演 - えなりかずき
謎の少年。大滝家でも、居酒屋でも、スキー場でも、一悶着起きている場面にどこからともなく「ちょっといいですか？」と現れ、解決策を提供してくれる。
竜二
演 - 水谷あつし
秀治が立ち寄る居酒屋に必ず先着していて、独り酒を嗜んでいる。言葉数少なで物静かな二枚目だが、そのキャラクターとは裏腹に、突然素っ頓狂な言動をして、周囲を唖然とさせる事も。何故か大滝一家が行ったスキー場にも現れ、「秀治チーム」として対決に参加していた。名前入りのマイ羽子板を所有している。

### ものまねスロット
番組最後のコーナーで、関根、小堺、ルー、ゲストの持ち回りで「性格、職業、年齢」のスロットを回し、止まった内容をそのまま演じる。スロットが回っている最中はコズモギャング・ザ・ビデオのステージBGMが使用されている。

## スタッフ
- 構成：鶴間政行、君塚良一、舘川範雄、有川周一、楠野一郎
- ナレーター：田中信夫、菊池正美、遠藤みやこ
- イラスト：もりいくすお
- TD：丸山明宏
- カメラ：太田英夫
- VE：島貫洋
- VTR：渡辺和美
- 音声：西村和彦
- 照明：浅田和男
- 編集：山内祥弘、大鐘義彰
- MA：並木丈治、青木有希
- 選曲：山田弘実
- 効果：小作正明
- TK：高橋里奈子
- 美術プロデューサー：河瀬洋男
- 美術デザイナー：西條実
- 美術制作：安田和郎
- 装置：有尾達郎
- 装飾：高橋啓三
- 電飾：小林篤
- 特殊装置：佐藤政仁
- 特殊装飾：福島禎之
- 衣裳：小木田浩次
- メイク：池尾直子
- 持道具：加藤尚美
- スタイリスト：高野いせこ、繁田美千穂
- 協力：TBSラジオ『コサキン快傑アドレナリン』『ラジオはアメリカン』
- 技術協力：TBS-V
- ディレクター：泉屋良樹、十二竜也
- 演出：高橋啓志
- プロデューサー：岩原貞雄
- 制作協力：浅井企画（※クレジット表記なし）
- 製作著作：TBS